# Список эпизодов телесериала «Королевы крика»
«Короле́вы кри́ка» (англ. Scream Queens) — американский телесериал-слэшер, с элементами чёрной комедии, созданный Райаном Мёрфи, Брэдом Фэлчаком и Иэном Бреннаном. Премьера сериала состоялась на телеканале Fox 23 сентября 2015 года. Является пародией на различные фильмы ужасов и создан по аналогии с «Американской историей ужасов» (режиссёры которых участвуют в обоих проектах).
Состоит из двух сезонов, разделённых по месту действия: в первом сезоне действия происходят в студенческом городке среди участников сестринства «Каппа Каппа Тау». Главная загадка — Красный дьявол (КД). Второй сезон происходит на территории госпиталя C.U.R.E. Главный злодей — Зелёный монстр (ЗМ).
15 мая 2017 года телеканал Fox объявил, что сериал не будет продлён на третий сезон.

## Обзор сезонов

### Сезон 1(2015)
| № общий | № в сезоне | Название                                       | Режиссёр       | Автор сценария                       | Дата премьеры    |
| --- | ---------- | ---------------------------------------------- | -------------- | ------------------------------------ | ---------------- |
| 1 | 1          | «Пилот» «Pilot»                                | Райан Мёрфи    | Райан Мёрфи, Брэд Фэлчак, Ян Бреннан | 22 сентября 2015 |
| 1995 год. В клубном доме сестринства «Каппа Каппа Тау» Уоллеского университета вечеринка. Президент клуба и её свита обнаруживают в ванной свою подругу Софию Дойл и её только что родившегося ребёнка. Президент клуба отказывается помочь подруге, пока не станцует под «Водопады» — любимую песню сестринства. Когда они возвращаются, София в ванной уже умерла от кровотечения. 2015 год. Нынешний президент клуба — Шанель Оберлин, она же Шанель № 1, живёт роскошной жизнью в новом клубном доме. Её приспешницы (имен она не помнит, поэтому называет их «Шанелями» и по номерам (как парфюм у Коко Шанель), всех вместе их называют «Шанели»): Шанель № 2 (Соня Гёфманн), Шанель № 3 (Сэйди Свэнсон) и Шанель № 5 (Либби Патней; четвёртая Шанель умерла от менингита). Декан (Кети Манщ) угрожает закрыть «Каппу», так как считает, что это «зло в чистом виде». Она вспоминает, как в прошлом году президент клуба (Мелани Доркес) изгнала Шанель из «Каппы», после чего была облита серной кислотой из пистолета для автозагара. За кадром показано, как к Мелани приходит Красный дьявол (далее — КД) — серийный убийца, облачённый в костюм-талисман университета. Закрытию клуба помешала Джиджи Колдуэл. Декан решает сделать «Каппу» доступной для всех, а не только для элиты. Открывается набор в университет. В студгородок приезжает Грейс Гарднер, желающая вступить в «Каппу», так как её покойная мать состояла в ней. Отец Грейс — Уэстон Гарднер (Уэс), любитель 90-х и грустных баллад, огорчён этим. Грейс знакомится с Питом Мартинезом — журналистом студенческой газеты, а также со своей соседкой — Зейдей Уилльямс, жизнерадостной, умной девушкой, желающей стать президентом страны. Новенькие совсем не похожи на представителей «Каппы»: кто глухой, кто чернокожий, кто странный, кто в шейном корсете, однако все принимаются в «Каппу» на основе новых правил декана. |            |                                                |                |                                      |                  |
| 2 | 2          | «Адская неделя» «Hell Week»                    | Брэд Фэлчак    | Райан Мёрфи, Брэд Фэлчак, Ян Бреннан | 22 сентября 2015 |
| «Шанели» проводят «Адскую неделю» для принятых, заставляя их участвовать в скверных мероприятиях. Шанель решает проучить новеньких и горничную клуба — мисс Бин (она называет её «белой мамочкой» (англ. white mommy), потому что она по сути — домашняя рабыня"), опустив её лицо во фритюрницу с маслом, предварительно договорившись с мисс Бин, что масло будет холодным. Однако кто-то включил фритюрницу и Шанель, сама того не зная, убивает горничную. Уговорив всех присутствующих скрыть этот факт, девочки прячут тело в морозильнике. На следующий день Шанель и её парень Чэд Рэдуэлл — лидер «Парнишек с баблишком» (англ. «Dickie Dollar Scholars» — братство университета и любители гольфа) обнаруживают, что тело пропало. Чуть позже КД убивает Шанель № 2, которая во время убийства успевает «твитнуть» о своей смерти. «Шанели» прячут тело Сони в том же морозильнике, в этом им помогает Эстер Ульрих — чудаковатая девушка в противосколиозном корсете, странно увлекающаяся смертью. Позже тело Шанель № 2 тоже пропадёт. Во время ещё одно испытания «Адской недели»: новеньких закапывают в землю по голову. В это время Шанель и Грейс пытаются поладить в кафе. К новеньким подъезжает КД на газонокосилке и срезает голову Тиффани («глухой Тейлор Свифт»). Для защиты девушек к дому присылают охрану в лице Дэниз Хэмфилл. Она не имеет при себе оружия и вообще не является полицейским. КД убивает её подругу и коллегу Шонделль Вашингтон. Дэниз, во что бы то ни стало, решает разобраться с этим делом. КД набрасывается на Шанель № 1, но той удаётся вырваться. После этого в комнате Шанель на стене нарисована надпись «Шлюшки умрут» (англ. «sluts will die»). КД приходит к Буну Клеменсу — голубому другу Чэда Рэдуэела. Вечером их друзья находят Буна с перерезанным горлом. Полиция решает, что это самоубийство. В морге КД открывает один из холодильников и выкатывает тело Буна, тот открывает глаза, улыбается, говорит: «Ну наконец-то», и срывает наклеенный порез на горле. |            |                                                |                |                                      |                  |
| 3 | 3          | «Бензопила» «Chainsaw»                         | Ян Бреннан     | Ян Бреннан                           | 29 сентября 2015 |
| Уэс становится профессором по киноанализу в классе Грейс, чтобы защитить её. Шанель № 3 признаётся Сэм (новенькой — лесбиянке «Брутальная Лезби») в том, что её настоящий отец Чарльз Мэнсон — маньяк-убийца. Шанель превращает Эстер в Шанель № 6. Декан Манщ назначает новый талисман — «Рожочек» (образ мягкого мороженого в вафельном рожке). Кети Манщ и Джиджи переезжают в «Каппу», а ночью на Джиджи нападает КД. Подозрения падают на декана. Той же ночью Чэд Рэдвил и его друзья из «Парнишек с баблишком» рыщут по улицам с битами в поисках КД. Они обнаруживают, что убийц двое. Одному из парней — Колдуэлу, КД бензопилой отрезает обе руки. Грейс находит костюм Красного дьявола у Пита в шкафу. Тот утверждает, что он талисман университета и это его униформа. Также она узнаёт, что Питу 20 лет, как раз возраст родившегося той ночью в клубе. За закрытой дверью в клубе Грейс обнаруживает ванну со следами крови. Шанель рассказывает ей историю из 1995 года и говорит, что именно мисс Бин и Манщ помогли спрятать тело Софии и замять дело. |            |                                                |                |                                      |                  |
| 4 | 4          | «Дом с призраками» «Haunted House»             | Бредли Бьюкер  | Брэд Фэлчак                          | 6 октября 2015   |
| Первая серия из трёх, посвящённых Хэллоуину. КД убивает «Рожочка». Зейдей собирается баллотироваться в президенты «Каппы» и в поддержку своей компании хочет организовать вечеринку в старом доме «Каппы». Дэниз и Пит нашли информацию о призраке, живущем в этом доме — Старухе в капюшоне (англ. 'The Hag of Shady Lane"). «Шанели» избивают парней, которые оказали им знаки внимания, в кафетерии университета. Пит находит одну из девушек с вечеринки двадцатилетней давности — Мэнди. Он и Грейс направляются к ней в образах из фильма «Как отделаться от парня за 10 дней». Женщина рассказывает все подробности и говорит, что младенцем была девочка, а не мальчик, как все ранее думали. Поздно ночью к Мэнди приходит КД и убивает её. Эстер соблазняет Чэда, и так как их обоих возбуждает мертвечина, она заманивает его в «Дом с призраками». Там они находят все пропавшие тела: мисс Бин, Шонделль, «Рожочек», Шанель № 2 и Мэнди. Весь студгородок стекается к Дому, Зейдей звонит в полицию, но ей не верят, кроме того, её похищает КД. В конце серии показано, что Старуха в капюшоне это Джиджи. |            |                                                |                |                                      |                  |
| 5 | 5          | «Тыквенная вечеринка» «Pumpkin Patch»          | Брэд Фэлчак    | Брэд Фэлчак                          | 13 октября 2015  |
| Вторая серия из трёх, посвящённых Хэллоуину. Декан Манщ закрывает струдгородок. Шанель хочет устроить крутую вечеринку в отместку «Дому с призраками» Зейдей, она нанимает организатора, чтобы создать точную копию лабиринта из «Сияния». «Шанели» под предводительством Шанель № 6 сообщают полиции об убийстве мисс Бин и Шанель № 1 сажают в тюрьму. Позже № 3 и № 6 платят залог за Шанель, а Эстер говорит, что это № 5 сдала Шанель. Шанель № 5, Роджер и Доджер (с которыми у неё была связь) готовятся к «Шанелль-о-уину» у лабиринта. На них нападает КД. Братья просят № 5 выбрать одного из них, она выбирает Роджера, после чего КД убивает Доджера. Уэс, Джиджи, Грейс, Пит и Дэниз находят логово КД, где он содержит Зейдей. Но Зейдей уже удалось сбежать оттуда: оказывается, КД влюблён в неё и устроил романтический ужин. Она втыкнула ему вилку в левую руку и сбежала. Снова происходит нападение на Джиджи, КД сбегает. Поздно ночью Джиджи и КД встречаются в переулке и Джиджи приказывает убить «его». |            |                                                |                |                                      |                  |
| 6 | 6          | «Семь минут в аду» «Seven Minutes in Hell»     | Майкл Аппендал | Райан Мёрфи                          | 20 октября 2015  |
| Третья серия из трёх, посвящённых Хэллоуину. В клубе происходит голосование за президента, результат-ничья. Шанель и Зейдей становятся сопрезидентами. Обнаруживается, что все окна и двери в доме заперты (КД взломал систему безопасности, которую Шанель установила после простора «Панических комнат»). Шанель № 3 открывает в себе чувства к Сэм, но потом они ссорятся. На девичник пробираются «Парнишки с баблишком». КД убивает Сэм в ванной в подвале (перед этим она говорит: «Я знала, что это ты»), Роджера в гардеробной и безрукого Коулдела на лестнице. Зейдей и Шанель спускаются в подвал дома и Шанель показывает ей портреты прошлых президентов «Каппы». Но за ними начинает охоту КД, Шанель спасает Зейдей и им удаётся сбежать. Девушки устраивают вечеринку в Доме в честь выборов. |            |                                                |                |                                      |                  |
| 7 | 7          | «Берегись юных дев» «Beware of Young Girls»    | Барбара Браун  | Райан Мёрфи                          | 3 ноября 2015    |
| Похороны Шанель № 2. Объявляется член «Каппы» прошлого года — Фэзер МакКарти, которая увела у Кети Манщ мужа. Декан Манщ убивает своего мужа и подставляет его пассию. Грэйс и Пит разоблачают декана и её отправляют в дурдом. Шанель ссорится с Чэдом, а после обнаруживает его в постели с козой. Чэд объясняет это непереносимостью лактозы, а козье молоко содержит мало лактозы. «Шанельки» используют спиритическую доску для вызова Шанель № 2. Эстер уговаривает № 3 и № 5 убить Шанель, но к той во сне является Шанель № 2 и обо всем предупреждает. Шанель настраивает подруг против Зейдей и Грейс. |            |                                                |                |                                      |                  |
| 8 | 8          | «Дорогая мамочка» «Mommie Dearest»             | Майкл Аппендал | Ян Бреннан                           | 10 ноября 2015   |
| КД' нападает на декана Манщ и не один, а втроём, но она даёт им отпор. Университет закрывают. Грейс узнаёт, что Джиджи сидела в дурдоме с ДВУМЯ детьми. Декан рассказывает Грейс, что «девушка из ванны» после смерти «родила» ещё одного ребёнка — мальчика. Грейс пытается вывести Джиджи на чистую воду, но та не сдаётся, а в ответ сообщает о помолвке с Уэсом. Шанель находит информацию о матери Грейс — это президент Каппы 1995 года — Бэтани. После случая в ванной она сменила имя на Мэри Маллиган, однако не справлялась с материнскими обязанностями и в итоге погибла в аварии. Грейс расстроена, что это не она «ребёнок из ванны». Дэниз въезжает в клубный дом и ведёт там себя как лидер. Снова появляется Бун. |            |                                                |                |                                      |                  |
| 9 | 9          | «Истории о призраках» «Ghost Stories»          | Майкл Аппендал | Райан Мёрфи                          | 17 ноября 2015   |
| Бун ходит в спортзал под прикрытием Хоакина Феникса. Его обнаруживает Шанель № 3. Он прикидывается призраком и хочет назначить свидание Зейдей. Зейдей и Грейс его раскусывают: они видят след от вилки на левой руке. Бун убивает Эрл Грея, с которым встречается Зейдей. Бун и второй КД собираются убить Джиджи. Однако КД убивает Буна, что вызывает похвалу у Джиджи. Дэниз рассказывает страшилки, «чтобы было не так страшно от КД»: про Каппу (яп.) и AkaManto. А затем КД нападает на Дэниз. Эстер снова носит протез и рассказывает, что беременна от Чэда. Позже выясняется, что Эстер одурачила всех, и Шанель сталкивает её с лестницы. |            |                                                |                |                                      |                  |
| 10 | 10         | «День благодарения» «Thanksgiving»             | Майкл Леманн   | Брэд Фэлчак                          | 24 ноября 2015   |
| Серия посвящена Дню благодарения, где каждый выживший герой, так или иначе, возвращается в дом Каппы на ужин. Протез спасает Эстер от смерти. Чэд, Шанель и Эстер находятся в доме Чэда на дне благодарения с его семьёй. Они играют в «Шляпу ненависти». В «Каппе» ужин перетекает во взаимные обвинения в убийствах: сначала обвиняют Шанель № 3, потом декана, а после Уэс обвиняет свою дочь. Появляется Пит. Обнаруживается, что Грейс посещала дом Каппы в день нападения на предыдущего президента «Каппы» (25 марта 2014 г.). Но Пит выдвигает новую версию: Дьявол — Уэс. Выясняется, что он отец Буна (он взял ДНК у всех героев и выявил совпадения Уэса и Буна), а так как Бун — это близнец второго ребёнка из ванны, значит, это брат и сестра Грейс-убийцы (отсылка к фильму «Хэллоуин»). За праздничным столом все собрались в ожидании готового тибурона, однако под крышкой покоится голова Джиджи. |            |                                                |                |                                      |                  |
| 11 | 11         | «Чёрная пятница» «Black Friday»                | Барбара Браун  | Ян Бреннан                           | 1 декабря 2015   |
| «Шанельки» оказываются запертыми в универмаге вместе с КД. Он ранит Шанель и полицейского из арбалета. На подмогу приходит Дэниз в качестве нового начальника полиции (так как предыдущий штат распустили). Девушки пытаются убить декана Манщ. Но у них ничего не получается. Упоминается история убийства Распутина, и Майкла Маерса. Чэд зачитывает завещание Буна, в котором всё своё имущество он завещает Питу. Он предлагает Питу присоединиться к «Парнишкам с баблишком», так как больше в клубе никого не осталось, но Пит отказывается. Уэс и Пит узнают настоящее имя Джиджи — Джесс Майер, оказывается она старшая сестра Эми Майер, девушки, которая обнаружила Софию в ванной, а затем забрала детей к себе, но позже покончила жизнь самоубийством. Джиджи забрала детей себе и сначала жила с ними в старом доме «Каппы», а затем в психушке. |            |                                                |                |                                      |                  |
| 12 | 12         | «Придурок» «Dorkus»                            | Бредли Бьюкер  | Райан Мёрфи, Брэд Фэлчак, Ян Бреннан | 8 декабря 2015   |
| Пит признаётся Грейс, что был в сговоре с КД: он убил Доджера, а позже Буна и Джиджи, чтобы прекратить убийства. Пит называет Джиджи организатором, сравнивая с фильмом «11 друзей Оушена». Так же Пит рассказал, что Шанель соблазняла его, а потом опозорила, поэтому он так её ненавидит. Грейс убегает в ужасе, но возвращается чтобы узнать, кто сестра Буна. На словах «второй Красный дьявол это..» КД вырывается из шкафа и убивает Пита. Шанель послала «Шанелькам» и Зейдей гневное письмо. А КД разослал это письмо ВСЕМУ городку, и Шанель стала «самым ненавистным человеком Америки», после чего захотела покончить жизнь самоубийством с помощью гадюки, как Клеопатра. Зейдей её переубеждает, но тут врывается КД. Девушки обезвреживают его, им оказывается незнакомый парень, он говорит, что ОНА его заставила. На парне динамит и он взрывается. Уэс соблазняет декана Манщ (под песню «Listen to Your Heart», после чего влюбляется в неё), чтобы Грейс и Зейдей разузнали информацию о «Шанельках». «Шанельки» приходят извиниться перед Мелани Доркес, а в это время Эстер пробирается в гардеробную Шанель. Грейс и Зейдей обнаруживают документы одной из «Шанелек»: номер страховки — 123-45-6789. Домашний адрес 666, улица Сезам, «Anytown, MN 98765». Школьный аттестат: «Школа Ласковой долины» (англ. «Sweet valley high»), что говорит о том, что всё это подделка. Документы принадлежат Эстер Ульрих. Шанель № 5 уходит из дома Мелани ради встречи с парнем из Тиндера (на фото участник Nickelback). «Шанели» сравнивают Мелани с Джейсоном Вурхизом (из «Джейсон отправляется в ад») и «Токсичным мстителем» и Фредди Крюгером. Шанель считает, что это она КД и хочет её убить. Тут врываются Грейс и Зейдей и говорят о своей находке. Девушки находят Эстер с каблуком в глазу, она приходит в себя и указывает на Шанель № 5, как на КД. |            |                                                |                |                                      |                  |
| 13 | 13         | «Последняя(ие) девушка(и)» «The Final Girl(s)» | Брэд Фэлчак    | Райан Мёрфи, Брэд Фэлчак, Ян Бреннан | 8 декабря 2015   |
| Январь 2016. Новый набор в «Каппа». Президент — Зэйдей, вице-президент — Грейс, казначей — Эстер В ретроспективе Эстер рассказывает как она выросла в дурдоме с Буном и Джиджи, и как Джиджи с 5 лет учила их убивать. 2015 г. Эстер обвиняет «Шанелек» в убийствах, последовательно подбирая улики, и их сажают. На суде девушки проспали слушание, отказались от адвоката, а когда суд присяжных собирался вынести приговор («Не виновны»), Шанель возражает, перебивая присяжных и обзывает их, из-за чего присяжные меняют своё решение и признают девушек виновными. Судья закрывает «Шанелек» в психушке. 2016 г. В университете Уолесс жизнь стала лучше: декан Мнащ написала книгу о феминизме, Чэд открыл Фонд пожертвований в честь убитых «Парнишек с баблишком» и расстался с Дэниз после длительных отношений (её перевели в Куантико для зачисления в спецагенты ФБР). Эстель, Грейс и Зэйдей ухаживают за обелиском погибшим. Декан подходит к Эстер и говорит, что она запомнила лицо девочки-младенца из ванной и знает, что КД — это Эстер. В ответ Эстер угрожает декану раскрытием убийства её мужа и истории 1995 года. «Шанелькам» очень нравится жить в психушке и им не хочется оттуда выходить. Но однажды, перед сном к Шанель приходит КД с ножом в руке… |            |                                                |                |                                      |                  |

### Сезон 2(2016)
Второй сезон перемещает нас в больницу, где также есть серийный убийца в костюме, на этот раз его зовут «Зелёный монстр» (ЗМ). «Шанели» работают помощниками докторов в стиле медицинских сериалов.
В каждой серии есть пациент с «неизлечимой» болезнью, которую герои всё-таки излечивают (диагнозы не всегда могут соответствовать реальности).
| № общий | № в сезоне | Название                                      | Режиссёр         | Автор сценария                       | Дата премьеры    |
| --- | ---------- | --------------------------------------------- | ---------------- | ------------------------------------ | ---------------- |
| 14 | 1          | «И снова кричим» «Scream Again»               | Брэд Фэлчак      | Райан Мёрфи, Брэд Фэлчак, Ян Бреннан | 20 сентября 2016 |
| 31 октября 1985 г. В больнице «Госпожи вечных состраданий» (англ. «Our Lady of perpetual suffering») хеллоуинская вечеринка. Вбегает беременная женщина и просит кого-нибудь помочь её умирающему мужу Билу. С горем пополам ей удаётся убедить медсестру Томас и доктора Майка прийти в палату к мужу. Однако доктору Майку (в костюме зелёного демона-монстра) не хочется заниматься пациентом во время вечеринки и он вкалывает больному снотворное и выбрасывает тело в болото неподалёку. Параллельно он рассказывает, что раньше здесь был противотуберкулёзный диспансер. Однако из-за болота, расположенного позади здания, пациентам госпиталя не становилось лучше. В результате диспансер закрыли. Вскоре больницу тоже закрыли. В 2016 году здание больницы выкупила Кети Манщ, чтобы создать здесь институтский медицинский центр по изучению и лечению редких болезней и физических отклонений от нормы «C.U.R.E.», которую она спонсирует из своего гонорара за книгу. Здесь работают хирург Брок Холт и Кессиди Каскад, старшая сестра — администратор Ингрид Хоффел. Манщ нанимает Зейдей Уилльямс, которая теперь учится в меде, и «Шанелек», которые вышли из психушки и, так или иначе, работают в сфере медицины (№ 1 преуспела в донорстве, № 3 убирает кабинеты в банке спермы, а № 5 секретарь у зубного; а про суд «Шанелек» Netflix снял документальный фильм). Первой пациенткой становится девушка с повышенной волосатостью. Шанель и доктору Холту удалось избавить её от волос, однако в конце серии девушку убивает человек в костюме Зелёного монстра (англ. Green Meanie, ЗМ). |            |                                               |                  |                                      |                  |
| 15 | 2          | «Прыщи-свищи» «Warts and All»                 | Бредли Бьюкер    | Брэд Фэлчак                          | 27 сентября 2016 |
| Шанель № 5 обвиняют в убийстве пациентки и в её историю о ЗМ никто не верит. В госпиталь попадает пациент — Тайлер, с наростами-бородавками по ВСЕМУ телу. Зейдей начинает подозревать Манщ в убийстве: она думает, что Манщ собрала всех вместе в госпитале с целью убийства по одному (как в «Десять негритят»). Шанель и Брок идут в кино, там его Рука начинает проявлять активность. Шанель № 5 рассказывает Тайлеру свою историю о непростом детстве и воображаемом парне, который бросил её перед выпускным. Они сближаются и № 5 собирает деньги на лазер для удаления наростов. Во время ночного дежурства за Шанелью гонится Красный дьявол. Оказывается, это Чэд Рэдуэлл решил над ней подшутить, как и тогда в психбольнице (13 серия 1 сезона). Он привёз своего друга Рэнделла (который постоянно кричит) для лечения и, вместе с тем, он хочет вернуть Шанель. Чемберлен помогает Зейдей раскрыть тайну больницы: они обнаруживают, что весь персонал больницы убит в ночь на Хэллоуин 1 ноября 1986 г. Ингрид (очевидно подсевшая на таблетки) просит у Зейдей график работы «Шанелек». В кафе двое парней насмехаются над Тайлером, № 5 взрывается и избивает их. Зейдей и Чемберлен надавливает на Манщ и та рассказывает, что смертельно больна и открыла эту больницу чтобы найти лекарство. Позже на Манщ нападает ЗМ, но она даёт ему отпор картонной папкой. За секунду до снятия маски выходят № 3 и Кессиди, ЗМ сбегает. Во время осмотра Рэнделла Чэд замечает, как Рука дк. Холта пишет в блокноте: «паштет из фуа-гра, Каберне Фран, руккола». Чэд и Брок борются за Шанель с помощью сквоша. Шанель, Манщ, № 3 и Дэниз приходят в тюрьму к Эстэр. Она говорит, что знает кто убийца и соглашается помочь если её переведут в больницу и найдут «винтажную косметику французских шлюх», которую сняли 10 лет назад с производства: антивозрастная сыворотка лаборатории «Систик» и крем «Серджио Джиргони». Чэд нанимает детектива для поиска информации о Руке дк. Холта, тот «погуглил» и выяснил, что донор — Маршал Винтроп (чемпион по сквошу, бронзовый призёр Олимпийских игр), однако он был сумасшедшим и убивал своих соперников по игре (искал на «Крейгслисте»; так он убил 600 человек). Его арестовали за ужином (когда он как обычно ел паштет из фуа-гра, салат с рукколой и Каберне Фран). Потом его казнили, но сначала он согласился стать донором органов. Зейдей выяснила, что Манщ заразилась болезнью под названием Куру (болезнь каннибалов) в Папуа-Новой Гвинее, и что от это болезни нет лекарства и жить ей осталось меньше года. Кети Манщ просит никому об этом не рассказывать, иначе её выгонят. Их подслушивает Ингрид. Тайлер находит информацию о ЗМ, но тут его увозят на операцию (хотя она назначена на завтра). ЗМ убивает Тайлера лазером. |            |                                               |                  |                                      |                  |
| 16 | 3          | «Кандидаты» «Handidates»                      | Барбара Браун    | Ян Бреннан                           | 11 октября 2016  |
| Манщ обнаруживает «Шанелек» около трупа Тайлера и решает им помочь скрыть улики (иначе больницу закроют): они сбрасывают тело в болото. Рэнделл излечивается, но к нему приходит ЗМ и убивает его. «Шанели» и Манщ снова приходят к Эстер. Она опять просит косметику и комнату с видом. Манщ кидает ей кассету фильма 1985 г. После чего она просит путёвку в Кабо-Сан-Лукас на 6 дней, а также советует Шанель крем «Эсрун». Новая пациентка — учитель йоги испытала 6 оргазмов во время приёма (и 29 до 9 утра) и это продолжается уже 2 месяца после асаны «сирса падасана». Каскад предлагает начать лечение с антидепрессантов, а Шанель № 3 поняла, что у неё никогда не было оргазма. Они сближаются с Кессиди, и он рассказывает ей, что он «мёртв»: на вечеринке он заснул пьяным на спине и «захлебнулся в своей рвоте». Шанель № 5 и Зейдей играют в эрудит и Зейдей понимает, что «эсрун» означает — медсестра (анаграмма, англ. esrun — nurse), они находят дом, который построил медбрат Линн Джонстон (изобретатель самодельного крема для рук «Эсрун», который на самом деле обычный «Джергенс») — единственный выживший в бойне 1985 года. «Шанели», Манщ и Дэниз делают вывод, что ЗМ это мужчина (выше 185 см) и скорее всего ребёнок 1986 г., под подозрение попадают Кессиди, Чемберлен и Чэд (во 2 классе его оставляли на второй год 8 раз). Кессиди и № 3 пытаются повторить асану пациентки и выясняют, что у Шейлы задет «срамной» нерв, что заставляет её постоянно испытывать оргазм. Чэд делает Шанель предложение в парке с мексиканским оркестром и кольцом в 29 карат («в любимой оправе жён русских миллионеров; он такой тяжёлый что к нему прилагается хиропрактик, в нём есть встроенная система защиты от воров, а ещё он раздаёт вай-фай»). После операции над Шейлой № 5 и Кессиди остаются наедине. Кесседи меряет у себя температуру — +16˚C. ЗМ убивает Шейлу и ранит Чемберлена. Эстер переводят в подвал больнице в маске как у Ганнибала Лектера (сама суть взаимодействия Эстер и остальных героев ссылается на фильмы о Ганнибале). На немноголюдной свадьбе Шанель и Чэда собрались: «Шанели», Зейдей, Кессиди, Чемберлен, Дэниз и опоздавшая Манщ. С потолка капает кровь, а затем падает мёртвый Чэд в костюме жениха. |            |                                               |                  |                                      |                  |
| 17 | 4          | «Хэллоуинский блюз» «Halloween Blues»         | Лоуни Перестер   | Брэд Фэлчак                          | 18 октября 2016  |
| Серия посвящена Хэллоуину. Через 5 минут после неудавшейся свадьбы Шанель нарядилась в костюм Джеки Кеннеди в день убийства её мужа (её хэллоуинский костюм прошлого года). Дэниз выгоняет всех из морга, чтобы побыть наедине с Чэдом — свои бывшим парнем. Она вспоминает их хэллоуинские ролевые игры: ковбои из «Горбатой горы», «Красоту по-американски» (интересно, что все эти фильмы содержат сюжет о гомосексуалистах). Во время зачтения завещания Чэда выясняется, что все его родственники погиби в авиакатастрофе и все деньги Рэдуэллов достаются Кети Манщ и Институтскому госпиталю, завещание изменено в день его смерти. На очередной «Шанел-о-уин» Шанель решила разослать своим фэнам органы из морга. У Шанель на фоне стресса недомогание, дк. Холт даёт ей коллоидное серебро. На утро Шанель просыпается с синей кожей (кто-то что-то подмешал в лекарство). На Дэниз нападает ЗМ. После этого она заключает сделку с Эстер — та идёт на вечеринку на 24 часа, а после полуночи говорит, кто убийца. Шанель узнаёт, что Холт и Манщ занимались сексом во время убийства Чэда. Шанель уходит, на неё нападает Эстер в костюме Иванки Трамп. Костюм Иванки собиралась надеть № 5 поэтому подозрения снова падают на неё, «Шанели» изгоняют её. На вечеринке снова появляется Эстер (в костюме Иванки) и пациенты в костюмах (все с симптомами тяжёлого психоза и рвотой): все ныряли за яблоками, оказывается человек в костюме ЗМ пришёл и сменил воду прямо во время вечеринки. Шанель и Дэниз вызывают Чэда с помощью спиритической доски. Шанель является Чэд виде галлюцинации и говорит, что любил Дэниз больше, чем Шанель. «Иванка» приходит за № 5, но ей в спину втыкает мачете ЗМ. Вода для яблок оказалась с «димитилом триптонином» («молекула духа»), таким образом Зейдей находит способ как вылечить больных. Тем временем Дэниз находит умирающую № 5, затем на неё нападает ЗМ: он обливает её пуншем, а затем пытается вызвать остановку сердца разрядам тока. |            |                                               |                  |                                      |                  |
| 18 | 5          | «Шанель для мужчин» «Chanel Pour Homme-icide» | Барбара Браун    | Ян Бреннан                           | 15 ноября 2016   |
| Все бегут на помощь к Дэниз и Шанель № 5. Однако № 5 мало кого интересует — её так и оставляют лежать на полу с ножом в спине, а Манщ и Зейдей кладут Дэниз в криогенную камеру, так как её пульс ещё прощупывается. В это время в холле больницы кто-то убил всех присутствующих, как и 30 лет назад. Кети Манщ боится что после этого больницу закроют, однако после телевизионного эфира, в госпиталь потекли рекой различные пациенты. Ингрид продолжает издеваться над «Шанельками». Шанель решает нанять себе новичков. И делают это из пациентов. Она делает из двух пациенток Шанель № 7 и № 8, а также принимает голубого Тристана Сент-Пьера (парень, который писал фанфики про «Шанелек-лесбиянок» и посылал им в тюрьму); Шанель называет его «Шанель for Home», также она возвращает Эстер к себе в дом в качестве Шанель № 6. Зейдей узнаёт, что Чемберлен не нанимали на работу, поэтому она начинает подозревать его. Зейдей находит документы Джейн Холлис — жены Била, которого убил доктор Майк в ночь на 1 ноября 1985 года. Она и № 5 приходят к ней, но Джейн говорит, что не видела сына уже очень давно. № 3, Кесседи и Брок заражаются «синдромом чужого акцента» от пациентки. Акценты Кессиди и № 3 меняются: у него с «Киано в Дракуле» на «Лео в Кровавом алмазе», а у неё с "Вайноны Райдер в Испытании на «Камерон Диаз в Бандах Нью-йорка». Акцент Брока изменился на «Дика Вандайя из Мэри Поппинс», на "Бреда Питта в «Семь лет в Тибете». Оказывается у них «синдром Мадонны» — «когда кто-нибудь говорит с акцентом, ты повторяешь чтобы не выделяться». Лечение — изолировать себя в среде с родным акцентом, поэтому Брок предлагает весь день смотреть «Любовь по-американски», «Американская музыка», «Американский жигало» и «Американцы» (хотя он про русских). Манщ хочет уволить Ингрид (та сидит на питидекане и плохо обращается с «Шанелями»), но Ингрид шантажом удаётся остаться. «Шанели» устраивают вечеринку с новичками в качестве приманки в больнице. № 8 отправляют в морг, там её поджидает ЗМ, но его спугивает «for Home», позже Шанели обнаруживают «for Home» с распоротым животом. Манщ добавляет ещё «Шанелей»: Эдисон — гот (№ 9), Андреа — родилась без почек, но с 9 м лишней толстой кишки (№ 10) и Мидж с 11-ю пальцами (№ 11). На новеньких нападает ЗМ и убивает № 11. В конце серии Джейн Холлис подаёт ужин своему сыну — Кессиди Каскаду. |            |                                               |                  |                                      |                  |
| 19 | 6          | «День донора» «Blood Drive»                   | Мэри Вигмор      | Брэд Фэлчак                          | 22 ноября 2016   |
| В больнице катастрофически не хватает чистой крови, поэтому Манщ и Шанель решили провести «День донора». Выясняется, что Агата Бин (домроботница в доме «Каппа Каппа Тау», которую случайно убила Шанель) родная сестра Ингрид Хоффер. Ингрид стала администратором больницы чтобы отомстить «Шанелям». Она устроила из Дня донора конкурс (кто соберёт больше крови получит путёвку на «Кровавый остров»). Зейдей осеняет идея: с помощью резус-факторов крови можно узнать кто НЕ является убийцей и исключить подозреваемых. Брок предлагает пройти Шанель тесты на заболевания, передающиеся половым путём (ЗППП), перед их «первым разом». Эстер переводят в персонал больницы и дают пациента с симптомами «вампиризма». (Эстер берёт имя — Дона Саммер) У Шанель № 5 отдала 7 л крови за 3 дня. А № 9 боится иголок и сбегает от переливания. Кети крадёт кровь Шанель № 1, а после сообщает ей и Броку, в присутствии Ингрид, что у неё все существующие ЗППП: сифилис, хламидии, гонорея, гепатит A, B, C, генитальные бородавки, ВИЧ, вагиноз, тазовое воспаление, герпес, вагинальный грибок (в том числе мужской), трихомониаз и вши. После чего у Манщ и Шанель происходит борьба за Брока. Эстер собирается лечить Брендона «аверсивной терапией» (дать ему столько крови, что он станет её ненавидеть). У Шанель крадут всю собранную кровь, следы приводят к Брендону, которого № 6 кормит едой с кровавой начинкой. Манщ требует найти другой метод. Чемберлен предлагает помощь Зейдей: он узнал что у Била Холлиса первая отрицательная группа крови, но Зейдей не доверяет ему. Шанель удаётся уговорить № 9 на сдачу крови. Пока № 9 была привязана, к ней приходит ЗМ и пытается выкачать всю кровь. Заходит Ингрид и предлагает помощь. ЗМ снимает маску и оказывается доктором Кессиди Каскадом. Они заключают сделку: Кессиди убивает пациентов, чтобы закрыли больницу, а «Шанели» достанутся Ингрид для мести за сестру. Они выкачивают всю кровь из № 9 и та умирает. Эстер ищет кровь для Брендона и находит кровь Шанель, которую собираются выкинуть (как обычно в болото), она проверяет её и оказывается, что кровь Шанель чиста. Кровь Шанель № 9 помогает Шанель выиграть конкурс. Чемберлен узнаёт, что у Джейн Холлис тоже 1 положительная, а значит, что у ребёнка точно 1 положительная. Кессиди меняет характеристики крови и подозрения падают на Брока. Кессиди дарит Ингрид маску ЗМ. |            |                                               |                  |                                      |                  |
| 20 | 7          | «Рука» «The Hand»                             | Барбара Браун    | Ян Бреннан                           | 29 ноября 2016   |
| У Брока Холта стресс от обстановки в больнице и его Рука становится своевольней. Романтический ужин с Шанель кончился ссорой. Дк. Холту вручили пациентку с лишней парой рук и ног, но он боится за операцию, так как не доверяет своей Руке, вдобавок, Кети пригласила журналиста (Слея Хорнборна) для освещения данной операции. Кессиди занимается с шестом у болота, его находит № 3 и сравнивает с «Убить Билла» и Оберином Мартеллом из Игры Престолов. Она сообщает, что есть синдром, при котором люди думают, что мертвы — «катар», и предлагает ему пройти тест на выявление болезни. Тесты Кессиди показывают, что Скарлетт Йоханссон его кумир и у него действительно «катар», а симптомы создаёт его тело психосоматически. Однако № 3 не сказала ему, что ещё тесты показали, что он психопат. Брок пытается избавиться от Руки, но на него нападает ЗМ. Броку удаётся спастись с помощью Руки. Ингрид просит пароль Холта у Кесседи, тот нехотя даёт его, и она заставляет убить Шанель № 3. Кессиди предполагает, что нового пациента Томаса отравили «диоксином» русские (проводит аналогию с Виктором Ющенко). № 3 и Кессиди признаются друг другу в любви. Они проводят расследование для Томаса в стиле «Доктора Хауса» и предполагают, что у девушки Томаса, Шелли, «синдром Мюнхгаузена» (она отравляет диоксином своего парня чтобы получить сочувствие за то, что озаботится о нём), но оказывается Томас сам себя травил, чтобы избавиться от Шелли. № 3 и Кессиди ссорятся. ЗМ убивает Шанель № 10 и её сердце пересаживают Анне Плезанс с лишними конечностями. Холт проводит операцию Анне с привязанной к телу Рукой, но она пытается вырваться. «Шанелям» приходится спеть его любимую песню — «99 красных шаров», чтобы успокоить Руку дк. Холта и операция проходит успешно. Кессиди и № 3 мирятся и он сообщает, что ЗМ не один. Слей по телефону рассказывает своему другу Артуру о нарушениях в больнице, но его убивает ЗМ. Кессиди пересаживает одну из рук Анны дк. Холту, однако, эта Рука тоже хочет убить Шанель. |            |                                               |                  |                                      |                  |
| 21 | 8          | «Рапунцель-Рапунцель» «Rapunzel, Rapunzel»    | Джейми Ли Кёртис | Брэд Фэлчак                          | 6 декабря 2016   |
| В госпиталь поступает Уэстон Гарднер (отец Грейс Гарднер из 1 сезона и бывший бойфренд Кети Манщ) с опухолью в области живота. После убийств в университете они сбежали и жили в хижине, где Уэс варил пиво, а Кети пыталась рассорить его с его дочерью (Грэйс переехала в Стэмфорт). Опухоль в животе Уэса оказалась гигантским комком волос (Холт сравнивает его с париком Трампа, а Шанель считает, что он встречался с одной из Pussy Riot, которые не бреются). Уэс рассказывает, что из-за стресса он бессознательно начал вырывать на себе волосы и есть их, но потом пошёл на семинар Тони Робинса и прекратил. Уэс и Кети снова вместе. Брок ревнует Кети к Уэсу, и замечает разницу в возрасте между ним и Шанелью (он рассказывает по любимый сериал «Мэш», а Шанель даже ни разу не слышала о таком), а во время секса представляет на месте Шанель Кети. Зейдей и Чемберлен ловят ЗМ на живца для образца ткани, а после Зейдей идёт в магазин где возможно сделали костюм ЗМ. Зейдей идёт к Джейн Холлис и узнаёт, что та сказала своему брату убить всех в ночь 1986 года, (тот умер через год в драке с командой «Ролли Дерби»). В чай Зейдей добавили лорозепал и она отключается, а пробуждается запертой в подземелье. На Кети и Уэса нападает ЗМ, Манщ думает, что это Холт. Брок приходит домой, а там его встречают «Шанели» с вечеринкой в стиле 1945 года (Шанель — девушка с плаката, Эстер в костюме Дороти из «Волшебника из страны Оз», № 5 как Ширли Тэмпл, а № 3 как Марлен Дитрих-разносчица газет, также присутствуют № 7 и 8). Холт обескуражен и обижен; он уходит к Кети, предлагая интрижку, но после снова мирится с Шанель. Чемберлен обнаруживает в волосах Уэса (которые изъяли из его живота) чек на покупку мачете, бензопилы и прочего, а также кусок ткани из костюма ЗМ. Он приходит к Уэсу, тот рассказывает о своей дочери (например о том, что во время ссоры между Кэти Перри и Тейлор Свифт, она выбрала Кети) — теперь она в психушке Стенфорда. Оказывается Уэс решил отомстить «Шанелям», он купил волосы в парикмахерской и съел их, чтобы попасть в больницу, а также был одним из ЗМ, а после убивает Чемберлена. |            |                                               |                  |                                      |                  |
| 22 | 9          | «Я люблю Х.И.» «Lovin the D»                  | Мегги Кайли      | Ян Бреннан                           | 13 декабря 2016  |
| На ночной смене ЗМ запугивает «Шанелей». Девушки решают разделиться, так как думают что ЗМ не поймает всех сразу, однако на каждую нападает свой ЗМ, но «Шанелям» удаётся спастись. Эстер застаёт всех ЗМ вмести собирает их на «саммит», где они выясняют кто кого убил и кому достанется Шанель № 1. Уэс и Ингрид не могут поделить её между собой, а Кессиди достаётся Шанель № 3. В госпиталь приходит редактор медицинского журнала Артур Аненбург (друг Сея Хорнбора) и хочет посмотреть тесты «Шанелек» (которые они не сдавали). Приезжает Скарлет Любим — доктор-ведущая любимой телепередачи «Шанелек», для съёмок операции над сиамскими близнецами, которую недавно сделал дк. Холт. Пациентом выступит Гарет с опухолью на лице в 7 кг. Во время попытки подготовки к тесту Брок срывается и нападает на Шанень, он думает, что его старая Рука ещё при нём. Его успокаивает Эстер, а после соблазняет. ЗМ убивает Шанель № 7. Её находят № 5, Манщ и редактор журнала. Манщ теряет сознание и № 5 удаётся замять дело. Уэс предлагает Кессиди сделку против Ингрид. № 3 приходит в гости к матери Кессиди и ему приходится выбирать. Кессиди выбирает мать. «Шанели» сдают тесты, Ингрид подсказала, что все ответы это «B», но № 1 и № 3 через наушники получали ответы от Кессиди и Брока. Таким образом, Шанель набирает 519 баллов, № 3 — 522, а № 5 — 525 (на 3 балла меньше рекорда, она сдала тесты сама, но всем на это наплевать). Уэс готовит отравленный кофе для Шанель, но его выпивает Скарлет Любим и умирает прямо перед эфиром. Шанель берёт на себя ведение прямого эфира, что очень понравилось режиссёрам. Ингрид и Кессиди напирают на Уэса и тот падает в ванну с кипящим маслом прямо в костюме ЗМ. Когда его обнаруживают, все успокаиваются и думают, что ЗМ больше нет. Болезнь Манщ прогрессирует и она сообщает всем, что умрёт через месяц. |            |                                               |                  |                                      |                  |
| 23 | 10         | «Осушение болота» «Drain the Swamp»           | Ян Бреннан       | Брэд Фэлчак, Ян Бреннан              | 20 декабря 2016  |
| ЗМ нападает на Шанель, но той удаётся сбежать благодаря Шанель № 8. Эстер уговаривает Брока жениться на Кети Манщ, чтобы после её смерти все деньги больницы достались Броку и Эстер. Шанель огорчена этим фактом, но Брок предлагает ей делать сэлфи 3 раза в неделю, чтобы все думали что у неё есть парень и та соглашается. Кессиди рассказывает № 3, что Ингрид — ЗМ. № 5 выясняет, что возможно, Кети больна не смертельно, но для этого надо повести «карнеотамию». Ингрид делает «бомбу больше чем „Облачный атлас“» в подвале и выключает питание в криокамере, где лежит Дэниз Хэмфилл. Джейн решает выпустить Зэйдей. Во время «карнеотамии» (для чистоты эксперимента Кети в сознании и её просят спеть её любимую песню «Дым над водой» Deep Purple) Шанель хочет вылить горячий тыквенный латте в открытый мозг Манщ, но выливает его на Ингрид. Исследование показало, что Кети не больна куру, но у неё обезвоживание (она годами использует скотч вместо воды, даже во время чистки зубов). Сестра Хоффел зовёт всех в подвал и закрывает в клетке. Приходят Джейн и Зэйдей и Ингрид стреляет в Джейн. Ингрид уходит, оставляя жертв у бомбы, но просыпается Дэниз (криокамера замедлила её пульс и её сердце смогло восстановиться после удара током). Дэниз не учили обезвреживать бомбы, но она смотрела сериал «База в Куантико» и смогла обезвредить бомбу. Все бегут за Ингрид и она бросает мачете в № 3, но Кессиди закрывает её собой и умирает. Ингрид попадает в трясину и её засасывает. В этот же день Брок и Кети расстаются, а Эстер украла все деньги Манщ и улетала с Броком на Кровавый остров. Больница процветает после прекращения убийств: № 5 оказалась первоклассным врачом и они с Зейдей управляют больницей. Кети Манщ в Аспене и стала сексологом для женщин за 50. Шанель ведёт шоу «Любим C.» (замена «Любим Д.», а № 3 её исполнительный продюсер и помощница. Шанель собирается домой, но в машине её ждёт Красный дьявол. |            |                                               |                  |                                      |                  |

## Особенности
- У Шанель № 5 первая отрицательная группа крови;
- На кружке, из которой пьёт Брендон надпись: «Разбуди меня, когда будет пятница» (англ. «Wake me when it’s Friday»).
- Церемонию бракосочетания Брока и Кети ведёт Энтони Кеннеди —

```
судья верховного суда;
```

- № 5 в стрессовой обстановке (обезвреживание бомбы) признаётся, что у неё в вагине зубы, как раньше и утверждала Шанель.